# Vittorio Ghidetti
Vittorio Ghidetti (Treviso, 28 agosto 1892 – Roma, 18 gennaio 1972) è stato un politico, partigiano e sindacalista italiano, venne designato primo sindaco di Treviso dopo la liberazione, sostituito, a causa del tifo contratto, da Pietro Dal Pozzo.

## Biografia
Viene fatto prigioniero nel corso della prima guerra mondiale e liberato solo al termine del conflitto. Rientra in Italia nel 1919, e in questi anni si avvicina all'ideologia comunista. Nel 1921 si iscrive al Partito Comunista d'Italia nato dalla scissione con Partito Socialista Italiano, e nel 1924 viene candidato alle elezioni di quell'anno. Nel 1926, a seguito della promulgazione delle leggi fascistissime, viene arrestato e assegnato al confino.
Al termine della condanna rientra a Torino, dove viene nuovamente arrestato, e condannato nel 1927 a 11 anni di carcere. Ne sconta cinque nel carcere di Portolongone, e poi viene liberato grazie all'amnistia. Nel 1934 viene ancora confinato, prima a Ponza e poi alle isole Tremiti.
Nel 1943, dopo l'armistizio di Cassibile, torna a Treviso dove assume il ruolo di responsabile del CLN. Nel 1944 viene catturato dalle SS e trasportato verso il campo di concentramento di Mauthausen-Gusen; ammalatosi di tifo non viene condotto verso la Germania ma lasciato a Merano; motivo per il quale non potette entrare in carica come sindaco di Treviso nonostante la nomina da parte del CLN provinciale.
Membro dell'Assemblea Costituente per il Partito Comunista Italiano, viene nominato di diritto senatore nella I legislatura ed eletto deputato nella II, in sostituzione del defunto Concetto Marchesi.
Nel 1960 si trasferisce a Roma, dove muore 12 anni dopo.